# Bungee

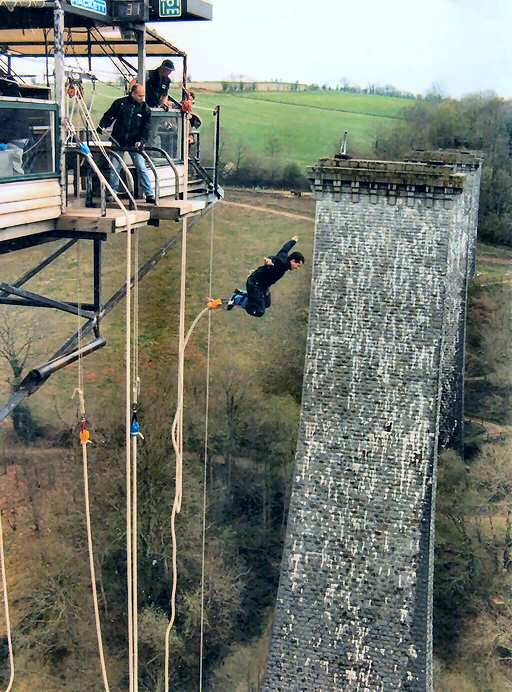
Skok na bungee

Bungee jumping (skok na bungee) to skakanie z dużej wysokości na długiej elastycznej linie wykonanej zwykle z około tysiąca gumowych włókien.
Pierwszymi skoczkami byli rdzenni mieszkańcy wysp Pentecost (Nowe Hebrydy) na Pacyfiku. Młodzi mężczyźni skakali z bambusowych wież, zabezpieczeni lianami przywiązanymi do kostek, żeby udowodnić swoją męskość oraz, według wierzeń, zapewnić plemieniu urodzaj.
W kwietniu 1979 roku wykonano skoki w Wielkiej Brytanii z mostu Clifton Suspension Bridge w Bristolu. Wydarzenie to uznaje się za początek bungee jumpingu, gdyż był to pierwszy skok oddany poza wyspą Pentecost.

## Warianty

### Wystrzeliwanie
Amator wrażeń "wystrzeliwany" jest na wysokość kilkudziesięciu metrów za pomocą urządzenia w rodzaju procy: pomiędzy dwoma wieżami rozpięte są dwie liny. Są one połączeniem gum bungee i normalnych lin napinanych systemem naciągu. Trzeba tylko wpiąć się do uprzęży i zwolnić wyczep.

### Bungee-run
W specjalnym korytarzu trzeba naciągnąć linę bungee do granic swoich możliwości. Nadmuchiwany korytarz i kask zapewniają bezpieczne zakończenie zabawy.

## Sprzęt
Guma bungee zbudowana jest z wielu setek cienkich lateksowych gumek a w renomowanych firmach dodatkowo wplatają taśmę alpinistyczną zapobiegającą nadmiernemu rozciągnięciu się. Stosuje się trzy grubości gum: cienka dla wagi skoczka od 40 do 65 kg, średnia od 65-90 kg, gruba od 90 do 120 kg. Można skakać w kilka osób naraz. Są cztery rodzaje uprzęży: taśma owijana wokół kostek, na korpus, na biodra, specjalna uprząż na kostki. Skacząc z zastosowaniem uprzęży na nogach należy założyć uprząż asekuracyjną na biodra lub korpus. Wypadki przeważnie spowodowane są nieodpowiednim zastosowaniem grubości gumy do wagi skoczka.

## Ryzyko

### Awarie sprzętu
Niektóre wypadki w Polsce:
- 9 lipca 2011 w Żninie pękła lina; 23-latek trafił do szpitala z licznymi obrażeniami czaszki[1][2][3]
- 21 lipca 2019 w Gdyni zawiodła uprząż; 39-letni mężczyzna spadł na poduszkę asekuracyjną, z urazami kręgosłupa i pękniętą śledzioną trafił do szpitala[4][5][6][7]

Do poważnych urazów może również dojść, gdy skaczący zaplącze się w linę. W 2005 roku w Austrii 20-letni mężczyzna został niemal uduszony przez linę podczas skoku w tandemie.

### Późniejsze powikłania
Po maksymalnym napięciu liny dochodzi do odrzutu, który powoduje nagły wzrost ciśnienia śródnaczyniowego w górnej części ciała skoczka. Jest to moment skoku, który grozi największą liczbą późniejszych powikłań medycznych. Najczęściej występują urazy wzroku. Grożą one nawet zdrowym, młodym osobom. W Polsce opisany został przypadek 24-latka, który po trzech miesiącach od skoku uskarżał się na utrzymujące się mroczki w polu widzenia. W Wielkiej Brytanii w 2012 roku opisano przypadek 24-latki, która po skoku na bungee uskarżała się na niewyraźne widzenie w lewym oku, a ponadto na mdłości, ból głowy i szyi, ucisk w klatce piersiowej. Wykryto u niej krwotoki siatkówki w lewej gałce ocznej. Po trzech miesiącach pogorszone widzenie w lewym oku pozostało.